# Steißlingen
Steißlingen es un municipio alemán en el distrito de Constanza, Baden-Wurtemberg.

## Geografía
Ubicación
Está ubicado en el centro de la Hegovia.
Lago de Steißlingen
El lago de Steißlingen con una extensión de 11,19 ha está situado a 448 m s. n. m.

## Historia
- Hallazgos en el suelo de la época de la cultura de los campos de urnas (1.300 - 800 A.C.)[4]
- Huellas de un asentamiento agrícola de la época celta de La Tène (siglos IV y III A.C.)[4]
- De la desinencia -ingen se concluye que la aldea, originalmente Stuzelingen, fue la fundación de un líder alamán llamado Stuizilo en el siglo V D.C.[4]

## Wiechs
Wiechs es un barrio de Steißlingen.